# Lobu Layan Sigordang
Lobu Layan Sigordang is een bestuurslaag in het regentschap Tapanuli Selatan van de provincie Noord-Sumatra, Indonesië. Lobu Layan Sigordang telt 1109 inwoners (volkstelling 2010).